# ایگناسیو هوانگ
ایگناسیو هوانگ (انگلیسی: Ignacio Huang؛ زادهٔ ۱ ژانویهٔ ۱۹۸۰) بازیگر و طراح گرافیک اهل تایوان است که در آرژانتین فعالیت می‌کند. وی از سال ۲۰۰۳ میلادی تاکنون مشغول فعالیت بوده است. خانواده او از تایوان به پاراگوئه مهاجرت کردند و هشت سال در آنجا زندگی کردند و سپس هنگامی که او یازده ساله بود، به آرژانتین آمدند و در بوئنوس آیرس مستقر شدند.
از فیلم‌هایی که وی در آن‌ها نقش داشته است، می‌توان به یک داستان چینی اشاره نمود.